# Łukasz Różański
Łukasz Różański (ur. 23 stycznia 1986 w Rzeszowie) – polski pięściarz kategorii ciężkiej i bridger. Zawodowy mistrz Polski w wadze ciężkiej. Były mistrz świata World Boxing Council (WBC) w wadze bridgerweight (do 101,6 kg).

## Kariera amatorska
Pochodzi z Czarnej Sędziszowskiej. W wieku 17 lat rozpoczął amatorskie treningi bokserskie w klubie Wisłok Rzeszów. Po kilku treningach pieczę nad jego rozwojem przejął trener Marian Basiak. Zdobył tytuł młodzieżowego wicemistrza Polski w boksie, dwukrotnie wygrał turniej „O złotą rękawicę”. Ma również na koncie tytuł Mistrza Pucharu Polski.

## Kariera zawodowa

### Kategoria ciężka
W 2015 w Kopalni Soli „Wieliczka” w Wieliczce stoczył pierwszą zawodową walkę (kategoria ciężka), wygrywając w pierwszej rundzie przed czasem z Mateuszem Zielińskim.
Walka Różański – Sosnowski
W 2017 w Radomiu pokonał w pierwszej rundzie byłego pretendenta do tytułu Mistrza Świata, Alberta Sosnowskiego. Różański miał nakreślony prosty plan na tę walkę – ruszyć zdecydowanie do przodu i poszukać błyskawicznego nokautu. Po niespełna dwóch minutach rywalizacji Sosnowski został zepchnięty do narożnika i po mocnych uderzeniach osunął się na matę.
Walka Różański – Ugonoh
6 lipca 2019 na stadionie miejskim w Rzeszowie wygrał przed czasem z okrzykniętym nadzieją polskiej wagi ciężkiej Izuagbe Ugonohem, zdobywając pas zawodowego mistrza Polski w kategorii ciężkiej. Pierwsze dwie rundy od początku należały do Różańskiego. Trzecia runda to pierwszy poważny kryzys Ugonoha, który po potężnych ciosach był dwukrotnie liczony. Różański zakończył nokautem walkę w czwartej rundzie. Ugonoh po celnej serii padł i nie był w stanie się podnieść.
Łukasz Różański reprezentuje Klub Bokserski Stal Rzeszów. W 2020 podpisał kontrakt promotorski z grupą KnockOut Promotions.

### Kategoria bridger
W 2021 przeszedł do nowo utworzonej (niższej) kategorii bridgerweight (101,6 kg) federacji WBC.
Po wygranej 30 maja 2021 z Arturem Szpilką został sklasyfikowany na 2. pozycji rankingu WBC. Wynik ten pozwolił mu się ubiegać o walkę mistrzowską organizacji WBC, która miała odbyć się 13 sierpnia 2022.
Walka Różański – Szpilka
W 2021 w walce, w której stawką był pas WBC International w nowo powstałej kategorii wagowej do 101,6 kg (bridgerweight) pokonał  przez nokaut w pierwszej rundzie Artura Szpilkę. Pierwszy na deski został powalony Różański, jednak reprezentant Rzeszowa nic sobie z tego nie zrobił i odpłacił się szybko równie mocnymi ciosami, w tym ciosem nokautującym. Po kilkudziesięciu sekundach emocje sięgały zenitu, a Szpilka cztery razy znalazł się na deskach. Za ostatnim razem już nie wstał, a wybuch radości rzeszowskich kibiców był nadzwyczajnie głośny.
Walka Różański – Babić
22 kwietnia 2023 stanął przed szansą wywalczenia tytułu zawodowego mistrza świata federacji World Boxing Council (WBC) w nowo utworzonej kategorii bridgerweight (do 101,6 kg). Jego rywalem w walce o pas był niepokonany Chorwat Alen Babić (11-1, 10 KO). Pojedynek odbył się w G2A Arenie w Rzeszowie. Różański od początku zasypał rywala gradem ciosów i zakończył walkę zwycięstwem przez TKO w 1. rundzie. Tym samym jako piąty Polak w historii wywalczył tytuł czempiona globu.
Walka Różański – Okolie
W pierwszej obronie tytułu mistrza świata WBC kategorii bridger, do której przystąpił ponad rok później, zmierzył się w Rzeszowie z Anglikiem Lawrence’em Okoliem. Przegrał tę walkę przez nokaut w pierwszej rundzie, będąc trzy razy liczonym.

## Lista walk w zawodowym boksie
| Wynik     | Rekord | Przeciwnik (bilans przed walką) | Rozstrzygnięcie | Runda, czas | Data       | Miejsce                                                                         | Uwagi                                                  |
| --------- | ------ | ------------------------------- | --------------- | ----------- | ---------- | ------------------------------------------------------------------------------- | ------------------------------------------------------ |
| Przegrana | 15-1   | Lawrence Okolie (19-1)          | TKO             | 1/12 (2:55) | 24.05.2024 | Hala Podpromie, Rzeszów                                                         | Stracił pas mistrza świata WBC kategorii bridger       |
| Wygrana   | 15-0   | Alen Babić (11-0)               | TKO             | 1/12 (2:10) | 22.04.2023 | G2A Arena Centrum Wystawienniczo–Kongresowe Województwa Podkarpackiego, Rzeszów | Zdobył pas mistrza świata WBC kategorii bridger        |
| Wygrana   | 14-0   | Artur Szpilka (24-4)            | KO              | 1/10 (1:45) | 30.05.2021 | Hala Podpromie, Rzeszów                                                         | Zdobył pas mistrza WBC International kategorii bridger |
| Wygrana   | 13-0   | Ozcan Cetinkaya (31-20-2)       | TKO             | 2/6 (1:30)  | 19.09.2020 | Arena Jaskółka, Tarnów                                                          |                                                        |
| Wygrana   | 12-0   | Eriks Kalasnikovs (10-8-1)      | TKO             | 2/6 (1:18)  | 20.06.2020 | Hotel Arłamów, Arłamów                                                          |                                                        |
| Wygrana   | 11-0   | Izuagbe Ugonoh (18-1)           | TKO             | 4/10 (2:16) | 06.07.2019 | Stadion Miejski Stal, Rzeszów                                                   | Zdobył pas mistrza Polski w wadze ciężkiej             |
| Wygrana   | 10-0   | Eugen Buchmueller (13-3)        | TKO             | 1/6 (2:46)  | 10.11.2018 | Arena Gliwice, Gliwice                                                          |                                                        |
| Wygrana   | 9-0    | Michael Sprott (42-28)          | TKO             | 2/6 (0:24)  | 02.06.2018 | G2A Arena Centrum Wystawienniczo–Kongresowe Województwa Podkarpackiego, Rzeszów |                                                        |
| Wygrana   | 8-0    | Andras Csomor (18-18-2)         | TKO             | 2/6 (1:16)  | 10.02.2018 | Hala Nysa, Nysa                                                                 |                                                        |
| Wygrana   | 7-0    | Albert Sosnowski (49-8-2)       | KO              | 1/8 (2:00)  | 09.09.2017 | Stadion Lekkoatletyczno-Piłkarski im. Marszałka Józefa Piłsudskiego, Radom      |                                                        |
| Wygrana   | 6-0    | Marko Colic (6-7)               | KO              | 2/6 (2:47)  | 22.04.2017 | Arena Legionowo, Legionowo                                                      |                                                        |
| Wygrana   | 5-0    | Laszlo Toth (21-14)             | TKO             | 1/4 (2:32)  | 25.02.2017 | Netto Arena, Szczecin                                                           |                                                        |
| Wygrana   | 4-0    | Sandor Balogh (7-9)             | KO              | 1/4 (0:51)  | 22.10.2016 | Kopalnia Soli „Wieliczka”, Wieliczka                                            |                                                        |
| Wygrana   | 3-0    | Bartosz Szwarczyński (5-31)     | TKO             | 1/6 (2:35)  | 21.05.2016 | Ring 3 City, Gdańsk                                                             |                                                        |
| Wygrana   | 2-0    | Artsiom Charniakevich (2-11)    | UD              | 4/4         | 27.11.2015 | Hala Podpromie, Rzeszów                                                         |                                                        |
| Wygrana   | 1-0    | Mateusz Zieliński (2-4)         | KO              | 1/4 (0:59)  | 17.10.2015 | Kopalnia Soli „Wieliczka”, Wieliczka                                            | Debiut w zawodowym boksie                              |

## Życie prywatne
27 sierpnia 2022 ożenił się z Kamilą Strzępek. Ich ślub odbył się w klasztorze oo. Bernardynów w Rzeszowie.
W kwietniu 2024 urodził im się syn Stanisław.